# 3905 Doppler
Doppler (asteróide 3905) é um asteróide da cintura principal, a 1,8969025 UA. Possui uma excentricidade de 0,2587602 e um período orbital de 1 495,29 dias (4,1 anos).
Doppler tem uma velocidade orbital média de 18,6187109 km/s e uma inclinação de 14,17091º.
Este asteróide foi descoberto em 28 de Agosto de 1984 por Antonín Mrkos.
Foi batizado em homenagem ao físico austríaco Johann Christian Andreas Doppler.